# Flair Airlines
Flair Airlines — канадська чартерна авіакомпанія зі штаб-квартирою в місті Келоуна, Британська Колумбія.
Компанія виконує вантажні та пасажирські авіаперевезення в міста Канади та Сполучених Штатів Америки, головним транзитним вузлом (хабом) компанії є Міжнародний аеропорт Келоуна. Чартерні рейси здійснюються під новою торговою маркою (брендом) авіакомпанії Flair Air Limited.
Чартерні програми Flair Airlines працюють з різними договорами, включаючи перевезення спортивних команд, пасажирів на туристичних напрямках, організаторів і учасників різного роду нарад і конференцій, співробітників урядових і неурядових установ. Компанія також здає власні літаки в оренду третім авіакомпаніям на умовах мокрого лізингу (разом з екіпажами суден) і під чартерні програми даних перевізників.

## Історія

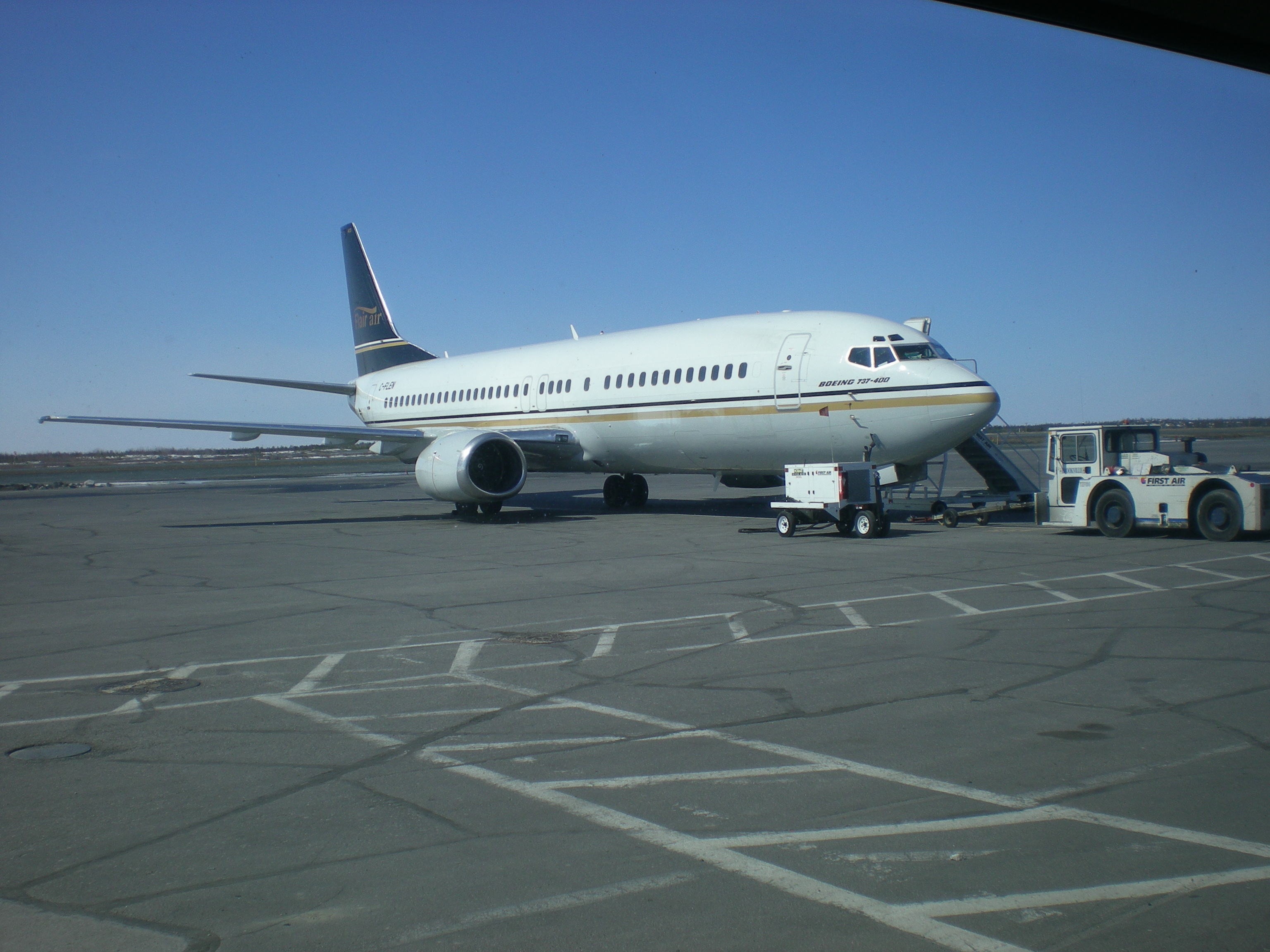
Boeing 737—400 (реєстраційний C-FLEN) авіакомпанії Flair Airlines в аеропорту Йеллоунайфу

Авіакомпанія Flair Airlines була заснована приватними інвесторами 19 серпня 2005 року. У січні 2006 року Flair Airlines отримала офіційний дозвіл Міністерства транспорту Канади на виконання всіх регулярних вантажних авіаперевезень між Канадою і Кубою від імені національної авіакомпанії Куби Cubana. Цей дозвіл був чинним кілька місяців — до 7 квітня 2006 року.

## Флот
Станом на 10 квітня 2009 року повітряний флот авіакомпанії Flair Airlines становили такі літаки:
- Boeing 737—400 — 3 одиниці.

## Маршрутна мережа чартерних перевезень
- Калгарі — Міжнародний аеропорт Калгарі, 2 рази в тиждень
- Едмонтон — Міжнародний аеропорт Едмонтон, 2 рази в тиждень
- Форт-Макмюррей — Аеропорт Форт-Макмюррей, 2 рази в тиждень
- Гамільтон — Міжнародний аеропорт Гамільтон, 2 рази в тиждень
- Оттава — Міжнародний аеропорт Оттава Макдональд-Картьє, 2 рази в тиждень
- Стівенвілл — Аеропорт Стівенвілл, 2 рази в тиждень
- Сент-Джонс — Аеропорт Сент-Джонс, 2 рази в тиждень
- Ванкувер — Міжнародний аеропорт Ванкувер, 2 рази в тиждень
- Вікторія — Міжнародний аеропорт Вікторія, 2 рази в тиждень
- Вінніпег — Міжнародний аеропорт Вінніпег, 2 рази в тиждень
- Сідней — Міжнародний аеропорт Сідней